# Konrad Mühe
Konrad Mühe (* 1982 in Karl-Marx-Stadt) ist ein deutscher Künstler. In seinen Skulpturen bilden die immaterielle Projektion, physische Objekte und Videoinhalte eine konzeptionelle Einheit. Er lebt und arbeitet in Berlin.

## Biografie
Konrad Mühe wurde 1982 als zweiter Sohn der Theaterintendantin Annegret Hahn und des Schauspielers Ulrich Mühe geboren. Sein Bruder ist der Fotograf Andreas Mühe. Die Schauspielerin Anna Maria Mühe ist seine Halbschwester. Konrad Mühe studierte von 2004 bis 2006 Malerei an der Burg Giebichenstein in Halle/Saale und von 2006 bis 2012 Bildende Kunst an der Universität der Künste Berlin bei Lothar Baumgarten und Hito Steyerl.
Seine Arbeiten wurden in Einzel- und Gruppenausstellungen u. a. in der Bundeskunsthalle Bonn, Kunsthalle St. Annen, der Kunsthalle Düsseldorf, der Berlinischen Galerie und in der Kunsthalle Rostock sowie auf internationalen Filmfestivals, wie den Internationalen Filmfestspielen Berlin, bei den Internationalen Kurzfilmtagen Oberhausen oder bei CPH:DOX gezeigt. Mühe lebt und arbeitet in Berlin.

## Auszeichnungen
Im Jahr 2011 erhielt er für seine Videoarbeit Fragen an meinen Vater eine lobende Erwähnung bei den Internationalen Filmfestspielen Berlin. Im selben Jahr erhielt er beim 20. Bundeswettbewerb des Bundesministeriums für Bildung und Forschung „Kunststudentinnen und Kunststudenten stellen aus“ in der Kunst- und Ausstellungshalle der Bundesrepublik Deutschland in Bonn den Bundeskunstpreis. 2014 wurde seine Arbeit mit dem Karl-Schmidt-Rottluff-Stipendium ausgezeichnet. 2022 erhielt er das Stipendium der Hans und Charlotte Krull Stiftung.

## Ausstellungen (Auswahl)
- 2008: 1st International Roaming Biennale of Teheran, (New York im Bethanien), Berlin
- 2008: Hosting, MoBY (Museum of Bat Yam) Biennale
- 2009: Grenzgänge, Artitude Kunstverein, Berlin
- 2009: Klischee, Museum für Moderne Kunst Moskau, Russland
- 2011: Kunststudentinnen und Kunststudenten stellen aus, Kunsthalle Bonn
- 2011: Monitor, Kunstverein Hamburger Bahnhof, Hamburg
- 2011: Seifenblasen und andere Lügenmärchen, mit Gabriel Rossell Santillán, Parrotta Galerie, Stuttgart
- 2013: Glaspaleis, Braennen, Berlin
- 2013: Jettying, Galerie Naprzeciw, Poznan[6]
- 2014: Open House, Uferhallen Berlin
- 2015: Blurring Boundaries, Kunstverein Neuhausen
- 2015: Wandernde Sichtachsen nach Usumacinta, mit Gabriel Rossell Santillán, Parrotta Galerie, Stuttgart
- 2015: Badende Steine, Stadtgalerie Kirchheim
- 2016: Karl-Schmidt-Rottluff-Stipendiaten, Kunsthalle Düsseldorf
- 2016: Father Figures Are Hard To Find, nGbK, Berlin[7]
- 2016: Kuck mal wer da spricht, mit Wilhelm Klotzek, Laura Mars Galerie, Berlin
- 2016: Neuerwerbungen aus der Sammlung, Stadtgalerie Kirchheim
- 2017: Erzgebirgische Impressionen, Galerie Laura Mars, Berlin
- 2018: Die Informale, Buenos Aires
- 2019: ein halbes Jahrhundert für die Kunst, Kunsthalle Rostock
- 2019: You are Here, Collection Peters Messer, Werkschauhalle, Leipzig[8]
- 2020: /kla koeur/, mit Sonja Schrader, CIAT, Berlin
- 2021: Das Erscheinen eines jeden in der Menge, Galerie von Schloss Bellevue, Berlin[9]
- 2022: Vertauschte Köpfe, Andreas Mühe und Konrad Mühe, Museum KUNSTWERK, Sammlung Alison und Peter W., Eberdingen-Nussdorf[10]
- 2022: Why can't we live together, Collection Peters Messer, Kunstverein Marburg, Marburg[11]